# Time Sharing Option
Time Sharing Option (Опція поділу часу), скорочено TSO — інтерактивне оточення поділу часу, що використовується в операційних системах для мейнфреймів, розроблених IBM, включаючи OS/360 MVT, OS/VS2 (SVS), MVS, OS/390 і z/OS. TSO дозволяє користувачам мейнфрейма конкурентно отримувати доступ до операційної системи для виконання своїх програм.
TSO безпосередньо зазвичай використовують програмісти та системні адміністратори мейнфрейма, дозволяючи їм:
- запускати завдання в пакетному режимі
- писати, компілювати та налагоджувати програми
- переглядати та редагувати набори даних (англ. Data sets)
- займатися підтримкою додатків для кінцевих користувачів

Користувач може взаємодіяти з TSO у двох режимах: за допомогою командного рядка, або за допомогою ISPF-інтерфейсу. До командного рядка користувач може звертатися в класичному варіанті, або в Unix-варіанті, використовуючи USS (англ. UNIX System Services).
TSO команди являють собою інструкції мови REXX, або CLIST, які можуть вводитися в інтерактивному або пакетному режимах.

## Історія
Перша реалізація TSO була представлена IBM в 1971 році. Тоді TSO розглядалася тільки як додаткова можливість для OS/360 MVT, оскільки програми для мейнфреймів в основному запускалися в пакетному режимі. З появою MVS в 1974 році TSO стає стандартною частиною операційної системи мейнфрейма і виноситься на верхній рівень.
Зі збільшенням обсягів пам'яті на основному наборі були змінені формати програм і TSO була розширена до TSO/E (англ. Time Sharing Option/Extensions) З виходом операційної системи z/OS на мейнфрейми зазвичай встановлюють і TSO, і TSO/E для підтримки старих програм.